# Tetrastichium
Tetrastichium là một chi rêu trong họ Hookeriaceae.